# Gemäldegalerie de Berlín
La Gemäldegalerie es una pinacoteca que forma parte del conjunto de Museos Estatales de Berlín (en alemán: Staatliche Museen zu Berlin). Se inauguró en 1830 y desde 1997 se ubica en el Kulturforum al oeste de la Potsdamer Platz. Cuenta con una destacada colección de arte europeo desde el siglo XIII hasta el XVIII, con obras maestras de artistas tales como Alberto Durero, Lucas Cranach el Viejo, Hans Holbein, Rogier van der Weyden, Jan van Eyck, Rafael Sanzio, Tiziano, Caravaggio, Pedro Pablo Rubens, Rembrandt, y Johannes Vermeer.
Tras la Segunda Guerra Mundial, como consecuencia de la división de la ciudad, los fondos del museo estuvieron separados entre  Berlín Oriental y Berlín Occidental. Tras más de cincuenta años, en 1998, volvieron a reunirse en su actual emplazamiento.

## La colección

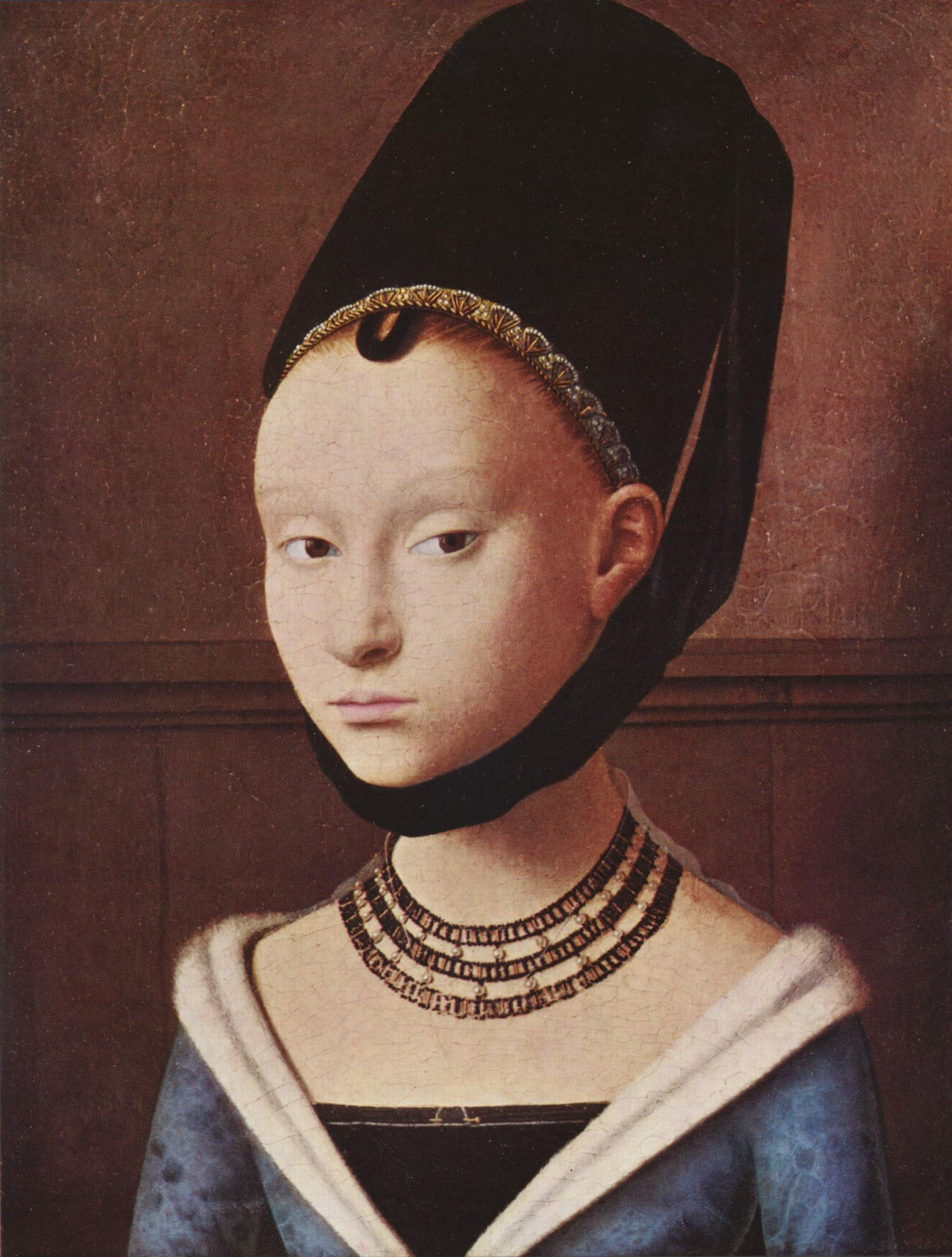
Retrato de una Joven por Petrus Christus.

La Gemäldegalerie, que expone en sus dependencias aproximadamente 1500 obras se enorgullece de su metodología científica a la hora de coleccionar y exhibir el arte. 
Las pinturas se organizan según las escuelas artísticas y según la cronología.
Destaca la colección de maestros alemanes (la más importante del mundo, solo comparable con las colecciones de Viena y Múnich), que incluye siete pinturas de Durero, otras siete de Hans Baldung Grien, siete más de Albrecht Altdorfer, dos de Konrad Witz, una de Martin Schongauer y 22 de Lucas Cranach el Viejo. También son notables las colecciones de pintores italianos del renacimiento (dos tablas de Giotto, obras de Pietro Lorenzetti, Simone Martini y Piero della Francesca, cinco de Botticelli, tres de Andrea Mantegna... hasta Correggio, Parmigianino, Tiziano...) y de maestros holandeses, con 16 obras de Rembrandt y dos de las escasísimas de Vermeer.
Algunas de las salas principales del museo son la sala octogonal dedicada a Rembrandt y la sala que contiene cinco pinturas de Madonnas realizadas por Rafael. El Retrato de una niña con una boina roja de Alberto Durero se exhibe allí.

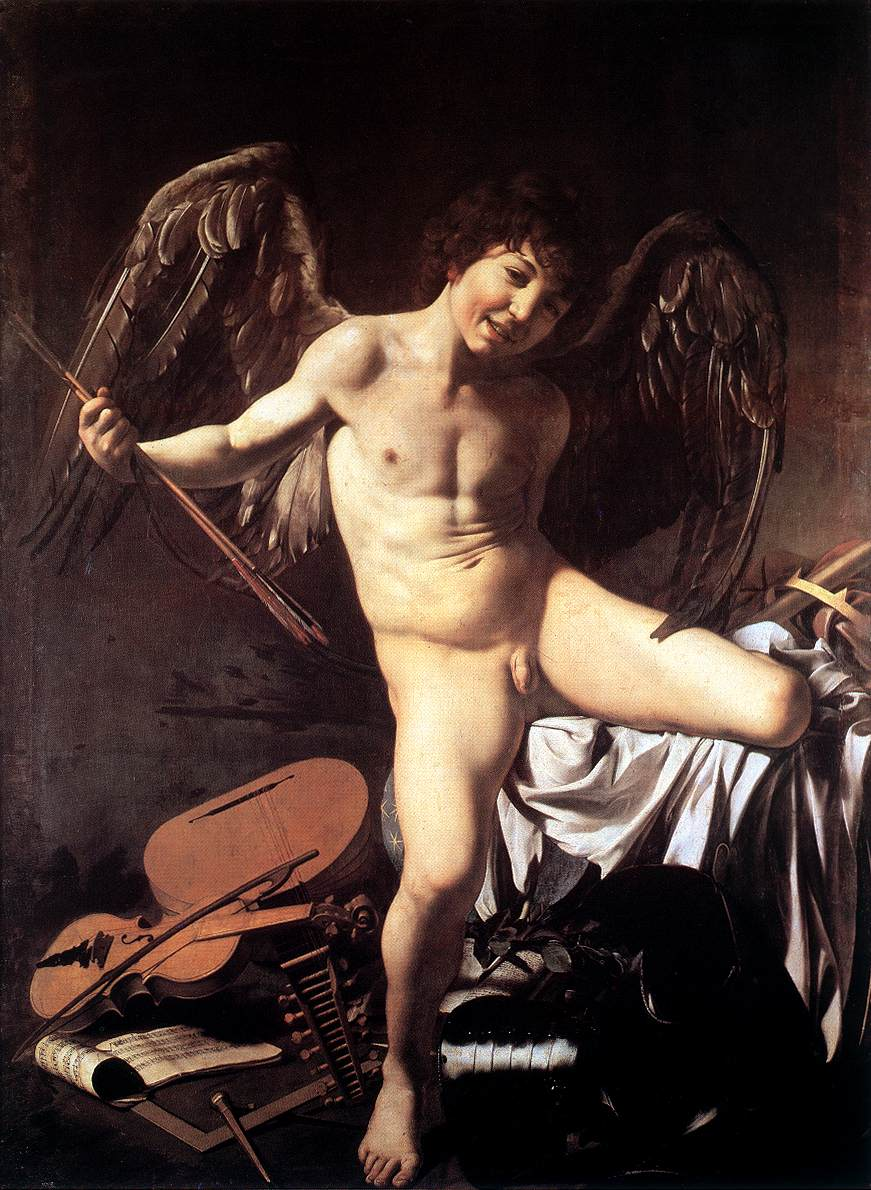
Amor Vincit Omnia (1602 - 1603), por Caravaggio.

## Arquitectura
Desde el año 1997 la galería se ubica en el Kulturforum de Potsdamer Platz.
El edificio fue diseñado por los arquitectos muniqueses Heinz Hilmer y Christoph Sattler, quienes en 1986 ganaron el concurso para el proyecto. El museo cuenta con 72 salas distribuidas en dos plantas. Las salas superiores giran en torno a un amplio vestíbulo principal, en el que a veces se expone escultura, y donde predomina la luz natural. El total de obras se muestran a lo largo de 2200 metros de pared, lo que permite una exposición diáfana en un espacio grande.

## Historia
La colección se ubicó primero en el Museo Real cerca de Lustgarten en Unter den Linden, la famosa avenida berlinesa. Las colecciones se formaron con las de Federico el Grande. El primer director de la pinacoteca fue Gustav Friedrich Waagen, fundador de la escuela de crítica artística alemana y que ocupó el cargo hasta 1868.

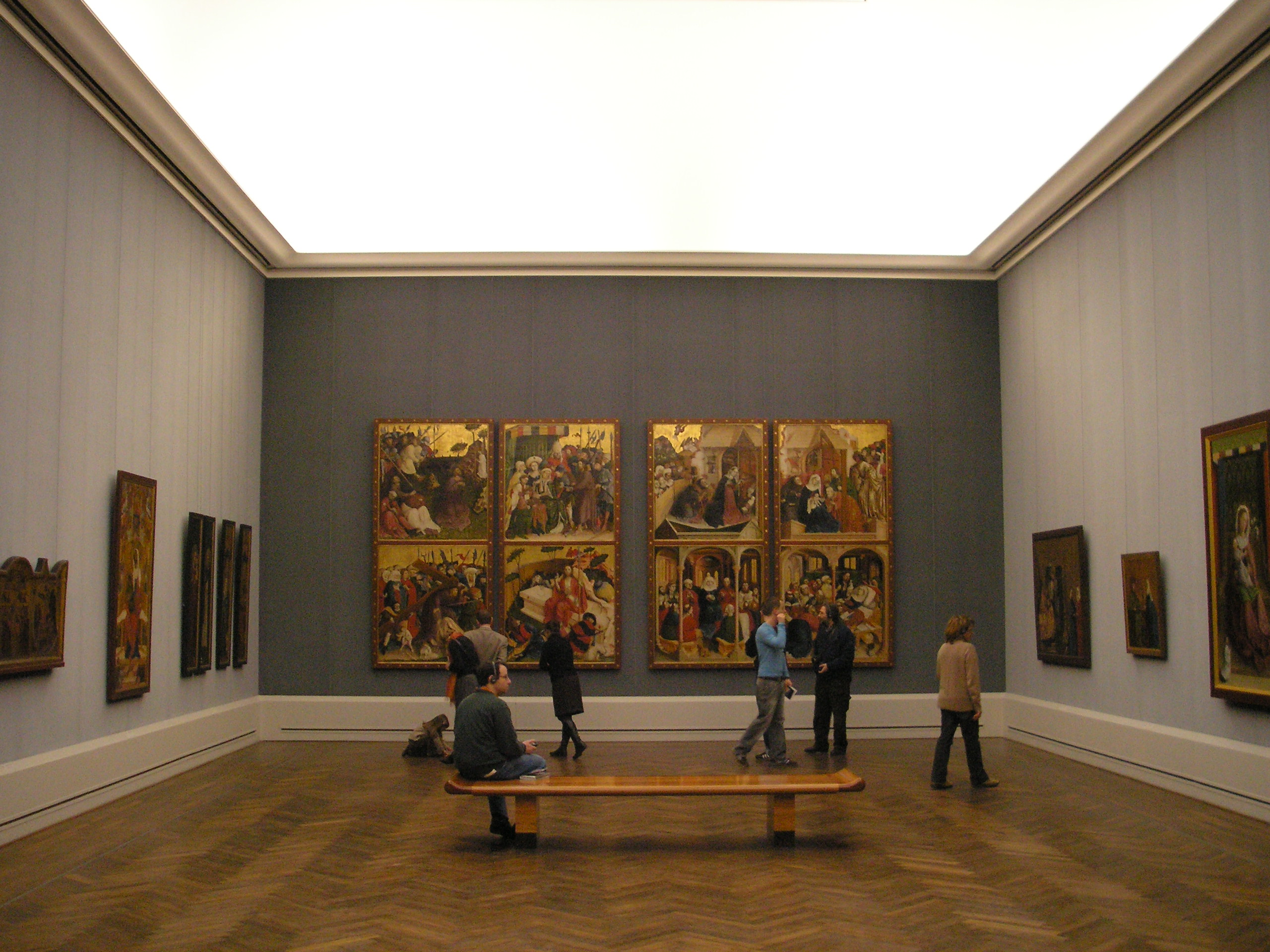
Una de las salas con arte sacro medieval alemán.

El primer nombre destacado en la dirección de este museo es el de Wilhelm von Bode, que entró a trabajar en los museos berlineses en 1872 y que fue director de la galería de pinturas desde 1890 hasta 1914, aunque siguió ocupándose de la galería hasta 1929. Su liderazgo marcó el ascenso de la Gemäldegalerie a prominencia internacional. Las adquisiciones se centraron en las escuelas holandesa (como Malle Babbe de Frans Hals) y flamenca (Adoración de los pastores, de Hugo van der Goes), aunque también se adquirió arte italiano (Tránsito de la Virgen, de Giotto).
En 1904 la Gemäldegalerie era principalmente una colección de arte renacentista cuando se trasladó al nuevo edificio el Museo del Káiser Federico (Kaiser-Friedrich-Museum), más tarde conocido como Museo Bode.
Durante la Segunda Guerra Mundial se trasladaron las obras a los túneles de unas minas de sal en Turingia, donde fueron localizadas por el ejército aliado, haciéndose cargo de ellas el Monuments, Fine Arts and Archives Section del ejército norteamericano, que las transportó al Central Collecting Point de Wiesbaden. No obstante, quedaron unas cuatrocientas obras en un refugio berlinés, que quedó destruido. El resto de la colección se dividió entre Berlín Este (principalmente en el Museo Bode en la Isla de los Museos) y Berlín Occidental en Berlin-Dahlem, esta última la Gemäldegalerie.
En junio de 2006, una pintura de Alessandro Allori que había desaparecido en 1944 fue devuelta por el periodista británico Charles Wheeler.